# ダリア・ポポワ
ダリア・ポポワ（ロシア語ラテン翻字: Daria Popova, 1993年7月28日 - ）は、ロシア出身、フランスの女性フィギュアスケート選手（ペア）。パートナーはアンドレイ・ノボセロフ、ブリュノ・マッソなど。

## 経歴
シングルスケーターとしてキャリアをスタートさせた。2009年にペアに転向し、イリヤ・グレボフやセルゲイ・カレフと組んだが大きな試合に出ることは無かった。
2011年3月にフランス人のブリュノ・マッソとペアを結成。練習拠点はフランスのカーンに置き、3ヶ月に3週間のペースでドイツを拠点にしているインゴ・シュトイアーの元で練習するスタイルをとった。フランス選手権で優勝を果たし、ヨーロッパ選手権の代表に選出された。フランスのペアでは2番目の成績だったため世界選手権の代表には選出されなかったが国別対抗戦の代表となった。
2013-2014シーズン、疲労骨折の影響でシーズン前半の試合は全て欠場。ヨーロッパ選手権では11位。1月21日にフランス国籍の取得ができず、ソチオリンピックに出場できない事になった。世界選手権では15位。マッソがアリオナ・サフチェンコと新しくペアを結成するため、ペアを解消となった。7月にアンドレイ・ノボセロフとのペアを結成。双方ともロシア人だがフランス所属で競技を行う。
2015年7月21日、フランス氷上競技連盟より競技引退が発表された。

## 主な戦績
- 2013-2014シーズンまではブリュノ・マッソとのペア
- 2014-2015シーズンはアンドレイ・ノボセロフとのペア

| 大会/年          | 2011-12 | 2012-13 | 2013-14 | 2014-15 |
| ---------------- | ------- | ------- | ------- | ------- |
| 世界選手権       |         |         | 15      |         |
| 欧州選手権       | 8       | 7       | 11      |         |
| 国別対抗戦       | T4 / P6 |         |         |         |
| フランス選手権   | 1       | 2       |         | 2       |
| GP中国杯         |         |         | 8       |         |
| GPエリック杯     |         | 7       |         |         |
| GPスケートカナダ |         | 5       |         |         |
| チャレンジカップ |         | 4       | 1       | 6       |
| ニース杯         | 10      |         | 5       |         |
| ネーベルホルン杯 |         | 5       |         |         |
| NRW杯            | 4       |         |         |         |

### 詳細
| 2014-2015 シーズン    |                                                |         |         |          |
| 開催日                | 大会名                                         | SP      | FS      | 結果     |
| 2015年2月19日 - 22日  | 2015年チャレンジカップ（ハーグ）               | 4 41.60 | 6 69.65 | 6 111.25 |
| 2014年12月18日 - 21日 | フランスフィギュアスケート選手権（ムジェーヴ） | 2 48.08 | 2 86.13 | 2 134.21 |

| 2013-2014 シーズン    |                                                        |          |          |           |
| 開催日                | 大会名                                                 | SP       | FS       | 結果      |
| 2014年3月24日 - 30日  | 2014年世界フィギュアスケート選手権（さいたま）         | 15 52.50 | 15 89.50 | 15 142.00 |
| 2014年3月6日 - 9日    | 2014年チャレンジカップ（ハーグ）                       | 1 54.90  | 1 92.00  | 1 146.90  |
| 2014年1月13日 - 19日  | 2014年ヨーロッパフィギュアスケート選手権（ブダペスト） | 11 52.36 | 11 97.00 | 11 149.36 |
| 2013年11月1日 - 3日   | ISUグランプリシリーズ 中国杯（北京）                   | 7 51.82  | 8 89.51  | 8 141.33  |
| 2013年10月23日 - 27日 | 2013年ニース杯（ニース）                               | 5 46.77  | 5 94.76  | 5 141.53  |

| 2012-2013 シーズン    |                                                      |         |          |          |
| 開催日                | 大会名                                               | SP      | FS       | 結果     |
| 2013年2月21日 - 24日  | 2013年チャレンジカップ（ハーグ）                     | 2 56.63 | 6 92.46  | 4 149.09 |
| 2013年1月23日 - 27日  | 2013年ヨーロッパフィギュアスケート選手権（ザグレブ） | 7 53.75 | 7 103.37 | 7 157.12 |
| 2012年12月13日 - 16日 | フランスフィギュアスケート選手権（ストラスブール）   | 2 47.90 | 2 86.64  | 2 134.54 |
| 2012年11月16日 - 18日 | ISUグランプリシリーズ エリック・ボンパール杯（パリ） | 6 52.96 | 7 98.38  | 7 151.34 |
| 2012年10月26日 - 28日 | ISUグランプリシリーズ スケートカナダ（ウィンザー）   | 5 48.43 | 5 100.94 | 5 149.37 |
| 2012年9月27日 - 29日  | 2012年ネーベルホルン杯（オーベルストドルフ）         | 5 47.44 | 5 85.24  | 5 132.68 |

| 2011-2012 シーズン       |                                                            |         |          |           |
| 開催日                   | 大会名                                                     | SP      | FS       | 結果      |
| 2012年4月19日 - 22日     | 2012年世界フィギュアスケート国別対抗戦（東京）             | 6 42.07 | 6 77.03  | 6 119.10  |
| 2012年1月23日 - 29日     | 2012年ヨーロッパフィギュアスケート選手権（シェフィールド） | 6 53.91 | 9 86.07  | 8 139.98  |
| 2011年12月16日 - 18日    | フランスフィギュアスケート選手権（ダンマリー＝レ＝リス）   | 2 46.99 | 1 90.76  | 1 137.75  |
| 2011年11月29日 - 12月4日 | 2011年NRW杯（ドルトムント）                                | 2 48.94 | 6 77.10  | 4 126.04  |
| 2011年10月26日 - 30日    | 2011年ニース杯（ニース）                                   | 9 41.90 | 10 77.57 | 10 119.47 |

## プログラム使用曲
| シーズン  | SP                                                                        | FS                                                                              |
| --------- | ------------------------------------------------------------------------- | ------------------------------------------------------------------------------- |
| 2013-2014 | Les Aristochats by C2C                                                    | 映画『バリー・リンドン』サウンドトラックより 作曲：レナード・ローゼンマン       |
| 2012-2013 | 映画『La Belle Histoire』より アレンジ：Gablé 振付：カリーヌ・アリベルトt | Chocca Far Away 作曲：アポカリプティカ                                          |
| 2011-2012 | 映画『La Belle Histoire』より アレンジ：Gablé 振付：カリーヌ・アリベルトt | Broken Sorrow 演奏：ナッシン・バット・ストリングス 振付：ピエール＝ルー・ブーケ |